# Youssef Matta

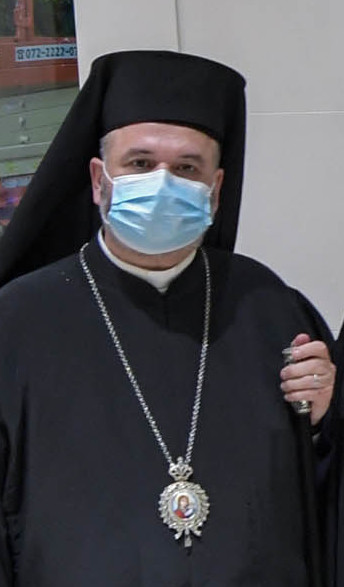
Youssef Matta, 2021

Youssef Matta (arabisch يُوسِف مَتَّى, DMG Yūsif Mattā; * 3. Dezember 1968 in Nazareth, Israel) ist ein israelischer Geistlicher und melkitisch griechisch-katholischer Erzbischof von Akka, Haifa, Nazareth und Ganz Galiläa.

## Leben
Youssef Matta empfing am 19. Juni 1999 das Sakrament der Priesterweihe.
Die vom 5. bis 9. November 2018 in Raboueh im Libanon tagende Synode der Bischöfe der melkitisch griechisch-katholischen Kirche wählte ihn zum Erzbischof von Akka. Am 18. März 2019 bestätigte Papst Franziskus diese Wahl. Der Erzbischof von Beirut und Jbeil, Georges Bacaouni, spendete ihm am 1. Juni desselben Jahres die Bischofsweihe; Mitkonsekratoren waren der emeritierte Erzbischof von Petra und Philadelphia, Yasser Ayyash, und der emeritierte Erzbischof von Akka, Pierre Mouʿallem SMSP. Am 4. Juni 2019 wurde Matta in Haifa in der Prophet-Elija-Kathedrale in sein Amt eingeführt.